# Eulenhütte
Eulenhütte (česky Soví huť) byla sklárna založená v první polovině 16. století v Českém Krušnohoří na Dvorském vrchu (německy Hofberg) v oblasti dnešní obce Nové Hamry (Neuhammer) u Nejdku (Neudek) na řece Rolavě (Rohlau). 
Vyrábělo se zde první kobaltové sklo v Krušných horách, a proto se o sklárně hovořilo také jako o původci výroby skla modré barvy. 

## Historie
V roce 1536 koupil sklář Christoph Schürer, syn Asmuse Schürera z Burkhardtsgrünu, tehdy již existující Eulenhütte. 
Podle zprávy publikované v roce 1770, kronikář Christian Lehmann (1611–1688) údajně popsal, jak a kde bylo objeveno kobaltové sklo. Podle tohoto popisu Christoph Schürer údajně v letech 1540 až 1560 objevil techniku barvení skla do modra pomocí kobaltových rud: 
„Christoph Schürer, sklář z Blatné, se přestěhoval do Nejdku, na Soví huť, a tam vyráběl sklo. Když jednou po cestě na Schneebergu uviděl ležet krásně zbarvený kobalt, vzal si několik kousků s sebou domů. Vyzkoušel je ve sklářské peci, a když viděl, že se roztavily, přidal popel a další hmoty, které se mísí se sklem, vytvořily nádherně modré sklo.“
Existují ovšem důkazy, že kobaltové sklo se již dříve vyrábělo v Benátkách a Holandsku, a proto není jasné, do jaké míry Schürer svou techniku barvení skla vyvíjel sám. V každém případě se kobaltové sklo v Soví huti vyrábělo až do začátku třicetileté války, což pro huť znamenalo výrazný impuls. V roce 1651 však musela sklárna ustoupit hamru. Zůstaly pouze dvůr s pozemky sklárny s názvem Eulenhof. Ten se stal základem pro novou osadu při hamru, která dostala jméno Neuhammer – Nové Hamry.
Majetek byl později přeměněn na poplužní dvůr. V 19. století zde stával panský lovecký zámeček. 

## Odkaz
Ze Soví hutě vzniklo několik dalších skláren, například v Mostku na Šumavě, v Kořenově v Jizerských horách nebo Schürerova sklárna v Broumech u Křivoklátu. 
Od poslední čtvrtiny 16. století byly tyto hutě zároveň centry malování skla a smaltu, protože se v nich malovaly a byly zdobeny smaltem různé nádoby na pití jako poháry, cechovní sklenice, tzv. kurfiřtské a mauricijské korbele, ale také erbovní tabule. 
V roce 1592 byl rod Schürerů povýšen do šlechtického stavu za zásluhy o české sklářství a byl mu udělen predikát „Schürer von Waldheim“.